# Ilija Blăskovo
Ilija Blăskovo (bulgariska: Илия Блъсково) är ett distrikt i Bulgarien.   Det ligger i kommunen Obsjtina Sjumen och regionen Sjumen, i den östra delen av landet, 300 km öster om huvudstaden Sofia.